# Peke l'alieno
Peke l'alieno (宇宙人ペケ?, Uchūjin Peke) è un manga di Akira Toriyama edito nel 1996 e composto da due episodi.
Il manga è pubblicato in Italia da Star Comics all'interno della raccolta Akira Toriyama - Menu à la Carte (volume 2) nel 2012.

## Trama
L'alieno Peke si reca sulla Terra con lo scopo di conquistarla, ma nel momento in cui sta pronunciando un monologo da cattivo sul tetto dell'astronave, si distrae e scivola precipitando sul pianeta. Da quel momento Peke cercherà di sopravvivere sulla Terra cercando disperatamente la propria astronave, arrivando a stringere amicizia con una famiglia di terrestri e a salvare loro la vita quando vengono attaccati da una banda di criminali.

## Media
I due capitoli di Peke l'alieno sono stati pubblicati sui numeri di Weekly Shōnen Jump 37 e 39 dell'agosto 1996. Gli episodi di Peke sono stati inseriti anche nel secondo volume della raccolta Akira Toriyama Mankan Zenseki nel 2008, edito in Italia nel 2012 da Star Comics con il titolo Akira Toriyama - Menu à la Carte.

## Stile
Lo stile di disegno è molto simile a quello del manga precedente Dragon Ball e le sembianze stesse di Peke ricordano quelle di Piccolo.